# Divinity: Dragon Commander
Divinity: Dragon Commander is een computerspel dat ontwikkeld en uitgegeven door Larian Studios op 6 augustus 2013 voor Microsoft Windows. Het spel is een hybride van aantal computerspelgenres, waaronder die van RPG, real-time strategy en turn-based strategy.

## Gameplay
De gameplay van Divinity: Dragon Commander is opgesplitst in drie verschillende delen. De eerste fase heeft elementen uit het genre RPG. Zo heeft de speler een aantal gesprekken met NPCs en moet de speler keuzes maken die effect hebben op de andere twee fases. Tevens kan de speler hier vaardigheden onderzoeken, facties beïnvloeden en kaarten ontvangen die gebruikt kunnen worden in de andere twee fases.
Fase twee heeft een turn-based strategy speelstijl. In deze fase kan de speler eerder vrijgespeelde kaarten gebruiken voor speciale effecten. Tevens kan de speler hier eenheden creëren, gebouwen maken en eenheden verplaatsen naar andere gebieden. De bedoeling hier is om zoveel mogelijk gebieden te bezetten en een goed overzicht te houden van de oorlog en al haar fronten.
De derde fase is er alleen wanneer een gevecht is ontstaan in fase twee. Deze fase gebruikt het real-time strategy. De speler bouwt gebouwen en traint eenheden en heeft als doel om de vijandelijke basis te vernietigen. Tevens kan de speler controle nemen over zijn draak om de vijandelijke eenheden en gebouwen aan te vallen. In deze modus kunnen de andere eenheden echter niet aangestuurd worden.

## Verhaal
Het verhaal speelt zich af ver voor de verhaallijnen van de andere Divinity spellen. Het personage van de speler is de bastaard zoon van een pas overleden keizer. Wanneer er discussies ontstaan over wie de opvolger moet zijn maken de kinderen van de keizer een afspraak met een demon die ervoor heeft gezorgd dat de wereld toegang heeft tot een steampunk-achtige technologie. Maxos, een sterke tovenaar uit het vorige deel, vraagt de speler als enige echte erfgenaam om de strijd aan te gaan en te zorgen dat de technologie van de demon vernietigd kan worden.
De speler volgt dit belangrijke doel met behulp van zijn ambassadeurs en generaals. De ambassadeurs vertegenwoordigen een aantal van de andere facties, waaronder de ondoden, elven, dwergen, hagedismensen en de impen. De speler moet tevens een aantal politieke beslissingen maken die allemaal effect hebben op deze volkeren. Zo kan de speler bijvoorbeeld een don't ask, don't tell beleid aannemen.